# Mantes-la-Jolie
Mantes-la-Jolie là một xã trong vùng đô thị Paris, thuộc tỉnh Yvelines, vùng hành chính Île-de-France của nước Pháp, có dân số là 43.672 người (thời điểm 1999).

## Những người con của thành phố
- Faudel (sinh 1978), nhạc sĩ, diễn viên
- Charles III của Navarra (1361-1425), vua của Navarra
- Philippe II của Pháp (1165-1223), vua Pháp
- Sandy Casar (sinh 1979), vận động viên đua xe đạp